# Юсуф ад-Даї
Юсуф ад-Даї ібн Ях'я (араб. الداعي يوسف بن يحي; помер 12 вересня 1012) — імам Зейдитської держави в Ємені.

## Життєпис
Був сином імама Ях'я аль-Мансура. За рік після смерті батька Юсуф був проголошений новим імамом. Перші роки його правління пройшли у боротьбі з Яфуридами, що правили у більшій частині єменського високогір'я. Він зумів завоювати визнання у Сані та навколишніх провінціях, читаючи хутби від власного імені. Однак, правитель від Зиядів Ібн ад-Даххак невдовзі відвоював Сану. Останньому відомому правителю Яфуридів Абдаллі ібн Кахтану вдалось відняти місто та знову зміцнити свою владу, вторгаючись до доменів, захопити Забід. Після смерті Абдалли 997 року держава Яфуридів занепала.
999 року Аль-Касім аль-Мансур, претендент на імамат, за допомоги Хамданідів вигнав Юсуфа з Саади, а сам проголосив себе імамом. Утім за кілька років Юсуфа ад-Даї запросили знову до Саади. Другий період на чолі зейдитської держави для Юсуфа позначився дрібними сутичками в Сані, в яких племінні групи Бану Хамдан і Бану Хавлан відігравали головну роль. Імам також був змушений боротись із сином аль-Касіма аль-Мансура, який видавав себе за імама під іменем аль-Хусейн аль-Магді.